# Фрадкін Марк Григорович
Фрадкін Марк Григорович (рос. Марк Григо́рьевич Фра́дкин; 5 травня 1914, Вітебськ, Російська імперія — 4 квітня 1990, Москва, РРФСР) — радянський, російський композитор. Заслужений діяч мистецтв РРФСР (1969). Народний артист РРФСР (1974). Лауреат Державної премії СРСР (1979). Народний артист СРСР (1985). 

## Біографічні відомості
Автор твору на слова поета Євгена Долматовського «Пісня про Дніпро» (1941).
Відомі пісні: ((рос.)) «А годы летят», «Берёзы», «Вернулся я на родину», «Где мой дом родной?», «Дорога на Берлин», «За того парня», «За фабричной заставой», «Ласковая песня», «Марш лётчиков», «Морзянка», «Нет, мой милый», «Ночной разговор», «Песня о любви», «Прощайте, голуби»,  
«Случайный вальс», «Там, за облаками», «Течёт Волга», «Увезу тебя я в тундру», «Хороши сады весенние в Полтаве», «Чукотка» тощо.

## Фільмографія
Автор музики до 30 кінофільмів (також — українських), серед яких:
- «Концерт майстрів українського мистецтва» (1952)
- «Блакитна стріла» (1958, автор пісні)
- «Добровольці» (1958)
- «Проста історія» (1960)
- «Прощавайте, голуби» (1961)
- «Відрядження» (1961)
- «Якщо ти маєш рацію...» (1963)
- «Останній хліб» (1963)
- «При виконанні службових обов'язків» (1963)
- «Вірте мені, люди» (1964)
- «Рано вранці» (1965)
- «Не найвдаліший день» (1966)
- «Дай лапу, Друже!» (1967)
- «Наші знайомі» (1968)
- «Поштовий роман» (1969, у співавт.)
- «Пісні моря» (1970)
- «Молоді» (1971)
- «Хвилина мовчання» (1971)
- «За хмарами — небо» (1973)
- «Юркові світанки» (1974, т/ф, 4 с)
- «Там, за горизонтом» (1975)
- «Ці неслухняні сини» (1976)
- «Вітер мандрів» (1978)
- «Людина змінює шкіру»  (1979)
- «Одного разу двадцять років потому» (1980)
- «Батьки і діди» (1982)
- «Твоє мирне небо» (1985)
- «Квіти календули» (1998, використовувана музика) та ін.